# Союз комуністів
Союз комуністів (нім. Bund der Kommunisten) — таємне товариство, революційна організація, що була створена 1847 року в Лондоні. Її основу склав Союз справедливих, який під впливом Карла Маркса та Фрідріха Енгельса прийняв марксистську теорію. Припинив своє існування 1852 року, проте став предвісником для соціалістичних та комуністичних партій та надихнув своєю діяльністю створення Першого Інтернаціоналу.